# Bidîn, Nijîn
Bidîn (în ucraineană Бідин) este un sat în comuna Bezuhlivka din raionul Nijîn, regiunea Cernihiv, Ucraina.

## Demografie
Componența lingvistică a localității Bidîn
     Ucraineană (100%)
Conform recensământului din 2001, toată populația localității Bidîn era vorbitoare de ucraineană (100%).